# Phân lớp Không cung
Phân lớp Không cung (danh pháp khoa học: Anapsida) là một nhóm động vật có màng ối (Amniota) với hộp sọ không có hốc thái dương gần thái dương.
Trong khi "bò sát không cung" hay "anapsida" theo truyền thống được coi là nhóm đơn ngành, nhưng người ta cũng từng đề xuất rằng một vài nhóm bò sát với hộp sọ không cung có thể chỉ có quan hệ họ hàng xa. Các nhà khoa học vẫn còn tranh cãi về quan hệ chính xác giữa các động vật bò sát cơ sở (gốc) đã xuất hiện lần đầu tiên vào cuối kỷ Than Đá (khoảng 360-299 Ma), các nhóm bò sát khác nhau thuộc kỷ Permi (299-251 Ma) với hộp sọ không cung, và Testudines (bao gồm rùa, ba ba, vích, đồi mồi, giải v.v). Một số nhà sinh vật học tin rằng bộ Testudines là hậu duệ của nhóm bò sát hai cung (Diapsida) nhưng đã mất đi các hốc thái dương của mình, mặc dù cho tới nay vẫn chưa có sự đồng thuận về vị trí của bộ này. Cụ thể xem thêm Parareptilia để có chi tiết.
So sánh hộp sọ Anapsida, Synapsida và Diapsida (nhóm Amniota)

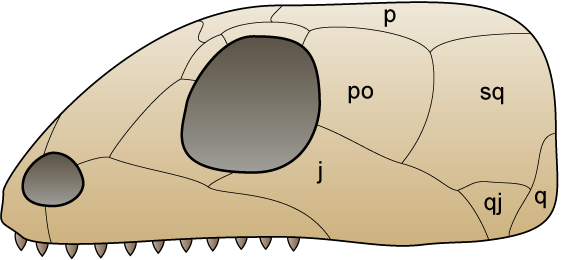
Hộp sọ Anapsida không có hốc phía sau mắt
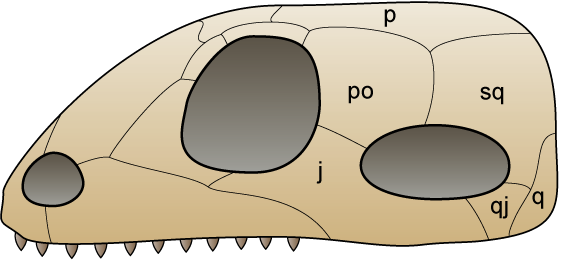
Hộp sọ lớp Một cung bên Synapsida với một lỗ đằng sau mỗi mắt.
Hộp sọ Diapsida với hai hốc phía sau mỗi mắt

Nhóm động vật bò sát với hộp sọ không hốc thái dương còn sinh tồn duy nhất là Testudines. Các hóa thạch rùa có sớm nhất có niện đại tới kỷ Trias (250-200 Ma), nhưng chúng quá giống như rùa hiện đại để có thể coi là gần với khởi đầu của dòng dõi của chúng - cụ thể là chúng đã có các khớp chi trong khung xương sườn.
Phần lớn các loài bò sát với hộp sọ không cung khác, như các họ Millerettidae, Nyctiphruretidae và Pareiasauridae, đã tuyệt chủng vào cuối kỷ Permi trong sự kiện tuyệt chủng kỷ Permi-kỷ Trias. Nhưng các loài trong họ Procolophonidae thì còn sống sót tới kỷ Trias.

## Phân loại
- Lớp động vật bò sát Reptilia
  - Phân lớp Hai cung Diapsida
  - Phân lớp Không cung Anapsida
    -       -         - Chi †Kaosaurus

    - Bộ †Captorhinida
    - Bộ †Mesosauria
    - Bộ †Procolophonia
    - Bộ Rùa Testudines